# 阿拉里皮纳
阿拉里皮纳是巴西伯南布哥州的一个市镇，位于州府累西腓以西683公里。总面积1847平方公里，总人口79877人，人口密度43.2人/平方公里。